# Bajirao I.

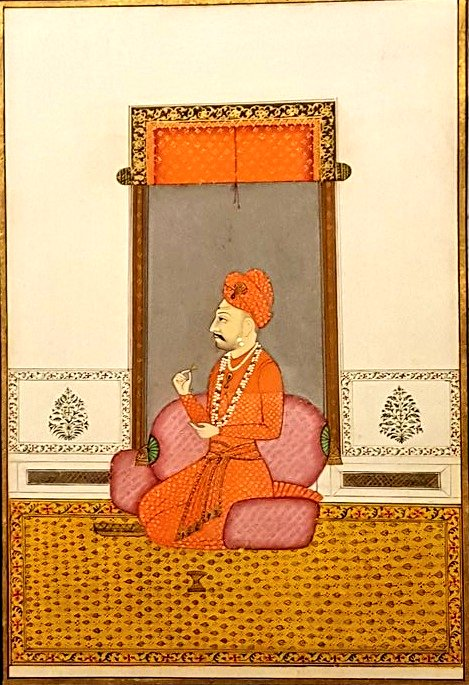
Bajirao I.

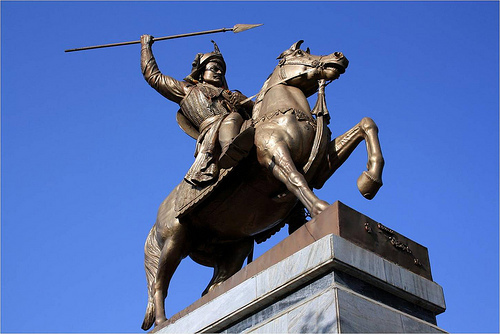
Reiterstatue Bajiraos I. in Pune

Der Hindu Bajirao I. (* 18. August 1700 in Sinnar, Maharashtra; † 28. April 1740 bei Rawerkhedi, Madhya Pradesh) stammte aus der Bhat-Familie und war unter dem „König“ (chhatrapati) Shahu I. von 1720 bis zu seinem Tode Erster Minister (Peshwa) des mittelindischen Marathenreiches.

## Leben

### Familie
Bajirao I. entstammte einer wohlhabenden und gebildeten Brahmanenfamilie; er war der Sohn von Balaji Vishwanath († 1720), dem ersten Peshwa aus dem Hause der Bhat; seine Mutter war Radhabai Barve. Er hatte einen jüngeren Bruder und zwei jüngere Schwestern. Er heiratete Kashibai, die Tochter einer wohlhabenden Familie, mit der er vier Söhne hatte. In einer zweiten, aus politischen Gründen geschlossenen Ehe, heiratete er Mastani, die Tochter Chhatrasals, eines Rajputenherrschers in Bundelkhand, der für seinen Widerstand gegen das muslimische Mogulreich bekannt war und der sich – nach einer verlorenen Schlacht – hilfesuchend an Bajirao gewandt hatte; die beiden hatten einen Sohn.

### Politik
Im Alter von etwa 18 Jahren unternahmen sein Vater und er eine militärische Expedition in Richtung Delhi; dabei kam er zu dem Schluss, dass das Mogulreich politisch und militärisch schwach geworden war und einer Machtausweitung der Marathen nicht viel entgegenzusetzen hatte. Als sein Vater im Jahr 1720 starb, ernannte ihn Shahu I. zum Peshwa des Marathenreiches. Bald darauf ernannte er weitere junge Männer seines Alters zu Armeekommandeuren; das Marathenreich hatte sich zu dieser Zeit jedoch auch mit inneren Machtambitionen auseinanderzusetzen. Überdies wurde im Jahr 1728 die Hauptstadt des Reiches von Saswad nach Pune verlegt. Im Folgejahr marschierte er an der Spitze eines Heeres nach Bundelkhand; der Heerführer der Mogul-Armee unterschrieb einen Vertrag, in dem er versicherte, Bundelkhand niemals wieder anzugreifen. Noch vor seinem Tod im Dezember 1731 übertrug Chhatrasal ein Drittel seines Reiches an die Marathen. Es folgten Expeditionen nach Gujarat, wo die Marathen sich das Recht, Steuern (chauth) einzutreiben, erkämpften. Zu Beginn der 1730er Jahre entstand ein Konflikt mit den Siddis in der Konkan-Küstenregion, der jedoch durch einen Friedensvertrag gelöst werden konnte. Auch in Rajputana (Malwa etc.) erstritten sich die Marathen das Recht, Steuern einzutreiben. Im Jahr marschierte ein Marathenheer erfolgreich gen Delhi und Mathura.
In den damaligen Quellen wird mehrfach betont, dass das militärische Vorgehen Bajiraos unvorhersehbar und deshalb meist erfolgreich war. Zum Schluss war sein Körper jedoch von den ständigen Strapazen ausgezehrt; er starb im Alter von nur 40 Jahren in Rawerkhedi, einem Dorf ca. 80 km (Luftlinie) südlich von Indore im heutigen Bundesstaat Madhya Pradesh.